# Хонда HR-V
Хонда HR-V је теренски аутомобил који производи јапанска фабрика аутомобила Хонда. Прва генерација се производила од 1999. до 2006. године, а тренутно друга генерација од 2015. године.

## Историјат
Хонда HR-V је субкомпакт или мини кросовер која обухвата две генерације. Прва генерација је базирана на малом Хондином аутомобилу лого, а друга на трећој генерацији Хонде фит односно џез. Друга генерација је у великој мери идентична са моделом везел који се продаје од 2013. године само на јапанском тржишту.
Скраћеница HR-V значи Hi-rider Revolutionary Vehicle. Позициониран је испод већег Хондиног теренца са ознаком CR-V. Конкуренти су: Дачија дастер, Мазда CX-3, Мицубиши ASX, Нисан џук, Опел мока, Пежо 2008, Рено каптур, Ситроен Ц4 кактус, Сузуки витара, Тојота C-HR, Фијат 500X, Џип ренегејд, Шкода јети.

### Прва генерација (1997–2006)
Као концептно возило први пут је изложен на сајму аутомобила у Токију 1997. године. Појавио се као футуристичко и лагано теренско возило. Изграђен је на супермини платформи коју је користио модел Лого. Познат је као један од најранијих возила са ниском емисијом издувних гасова, али и јединственог карактера. Производио се у каросеријским верзијама са троја или петора врата, са препознатљивим коцкастим дизајном.
Уграђиво се бензински мотор од 1.6 са 105 и 125 КС, и опцијом на погоном на сва четири точка. CVT мењач је такође био опционо достављан у зависности од пакета опреме. Међутим, главна критика је била усмерена на недостатак дизел-мотора. 2002. године је урађен редизајн са мањим спољашњим изменама и са новим ентеријером. 2003. године прекинута је производња са троја врата.
- I генерација
- I генерација, 3 врата
- I генерација, 5 врата

### Друга генерација (2013–2022)
Друга генерација је представљена 2014. на салону аутомобила у Њујорку као концепт, а на салону у Лос Анђелесу исте године производна верзија. Крајем 2013. је имао премијеру у Јапану, али као Везел. На европско тржиште је стигао 2015. године.
HR-V је релативно мали аутомобил са пространим и функционалним ентеријером захваљујући модуларним magic seat седиштима која омогућавају различите конфигурације седења. Резервоар за гориво је премештен испод предњих седишта, и због тога је повећана запремина пртљажног простора и спуштена позиција задње клупе. Задња седишта се могу потпуно преклопити и тако се добија раван под, што је погодно за превоз великих предмета. Запремина пртљажника износи 453 литра, а са обореним задњим седиштима и до 1.026 литара.
Моторе које користи су, бензински мотори од 1.5 i-VTEC (130 КС), а на америчком тржишту је присутан и 1.8 и дизел мотор од 1.6 i-DTEC (120 КС). Доступани су са шестостепеним мануелним мењачем, а као опција може се изабрати и мењач са континуално променљивим системом преноса (CVT).
- II генерација
- унутрашњост
- II генерација, редизајн
- II генерација, редизајн

### Трећа генерација (2021–)
Трећа генерација HR-V за тржишта ван Северне Америке је представљена у Јапану 18. фебруара 2021. године. Продаја је почела у Јапану 22. априла 2021. године, а HR-V са европским спецификацијама је објављен истог дана. Модел везел е:ХЕВ на јапанском тржишту добија 1.5-литарски бензински мотор од 78 кВ (105 КС) упарен са електричним мотором за комбиновану снагу од 96 кВ (129 КС) од 4.000 до 8.000 о/мин. Основни везел Г добија обичан 1.5-литарски бензински мотор, који производи 87 кВ (118 КС) при 6.600 о/мин. На европском тржишту HR-V је доступан само са хибридним погоном.

Према спецификацијама издатим за аустралијско тржиште, капацитет пртљажника је мањи од свог претходника, и износи 304 литра са постављеним задњим седиштима и 1.274 литра са преклопљеним задњим седиштима према ВДА мерењу, мање са 437 литара и 1,462 литара респективно.
- III генерација
- унутрашњост